# Tchabal Mbabo
Le Tchabal Mbabo (ou Tchabbal Mbabo) est un massif montagneux de l'Ouest du Cameroun, situé à l'intersection de la ligne du Cameroun et du plateau de l'Adamaoua, à la frontière avec le Nigeria.
Il couvre une superficie de 30 000 ha, à une altitude comprise entre 800 et 2 456 m. Le Mayo Déo y prend sa source.

## Toponymie
Le « tchabbal » (CaBBal) est une notion peule désignant « un milieu d'altitude défini par un relief peu accidenté, une végétation herbeuse, un climat froid et venteux », typiquement pastoral.